# 饗土橋姫神社
饗土橋姫神社（あえどはしひめじんじゃ）は、伊勢神宮皇大神宮（内宮）の所管社。宇治橋の守護神であり、宇治橋と対面する位置に鎮座する。
宇治橋の架け替えに先立って社殿が建て替えられるため、神宮式年遷宮において、伊勢神宮の所管する125社の中では最も早く建て替えられる神社である。

## 概要
三重県伊勢市宇治今在家町、内宮の神域入り口に架かる宇治橋から約200mのところに鎮座する。饗土橋姫神社から20m先には内宮摂末社の津長神社・新川神社・石井神社、50m先には内宮摂末社の大水神社・川相神社・熊淵神社があり、7社が集まっている。また神宮文庫の前身である旧林崎文庫もある。更に当社の左側に隣接する参道の奥には尾崎行雄を祭神とする合格神社がある。
社名の「饗土」とは、疫病神や悪霊などの悪しきものが入るのを防ぐために饗応の祭りを行う土地を意味する。社地は御幸道路建設のため、移転している。1969年（昭和44年）の造り替え以降、社地は移動していない。
社殿は神明造であるが、神明造になったのは明治時代以降であり、それ以前は春日造であった。津長神社は、内宮の摂社27社のうち第14位である。

### 祭神
祭神は宇治橋鎮守神（うじばしのまもりのかみ）。宇治橋の守護神である。

## 歴史
宇治橋の起源が不明であるのと同様、宇治橋を守護する饗土橋姫神社の創建も不明である。文明9年（1477年）の宇治橋架け替えの際に饗土橋姫神社の建て替えが行われていることから、少なくともこれ以前には存在したものと考えられる。神宮司庁発行みずがき第２１１号　宇治橋特集号、神宮宮掌音羽悟氏の「饗土橋姫神社について」によれば、現在の形状に似た大橋は、『河崎氏年代記』が記す将軍足利義教が寄進のうえ参宮した永享六年（１４３５）とされる。荒木田守良は『神宮典略』で、山城国（京都府）宇治橋の橋姫明神(祭神瀬織津姫）に倣って、寛正７年（１４６７）三月の将軍足利義教参宮に併せ、饗土の地に橋姫神社が創建されたと解説している。京都の宇治のように橋の上に祀られることはなく、丑の刻参りやおどろおどろしい女性の怨念話、妖怪話とは全く縁がない。かつての鎮座地は、よく記念撮影をするところ、つまり宇治橋のすぐ手前、鳥居の立つ地点から松の植え込みのある辺りであった。以前は、松ではなく二株の桜の木であった。
江戸時代には宇治の自治組織である「宇治会合所」の管理下にあった。文政13年（1830年）、宇治橋とともに焼失した。明治5年6月（グレゴリオ暦：1872年7月）、教部省は『延喜式神名帳』および『延暦儀式帳』に記載のない神社を一律に神宮所管から外し、度会県および三重県管轄に移行したため、饗土橋姫神社も神宮所管から離れることとなった。宇治橋と宇治橋の前にある鳥居も同時に度会県へ移行した。1879年（明治12年）からは、地元の宇治今在家町の住民が産土神として祀り、7月21日には祭礼を奉仕した。
1881年（明治14年）に宇治橋と鳥居は神宮に戻ったが、饗土橋姫神社はそのまま県の管轄下にあった。その後、1889年（明治22年）の第56回神宮式年遷宮に合わせて宇治橋が国費で造り替えられることに合わせ、宇治橋渡始式を行う上で、饗土橋姫神社が県管轄では不都合であるとして、同年に内宮所管社に復帰した。神宮復帰にあたり、地元住民に配慮して7月21日の祭礼の継続を神宮は了承した。
宇治橋のすぐに社地があったが、1907年（明治40年）12月に国道（御幸道路）建設に当たって、社地が道路と重なるため、1909年（明治42年）3月に大水神社と津長神社の中間に新社地を設け、移転した。1969年（昭和44年）に造り替えた際、社地が移動して以降、鎮座地に変更はない。

## 祭祀
「宇治橋渡始式」に際して祭事が行われる。また、新しい宇治橋を建設する際に行われる「宇治橋修造起工式」にも祭儀が捧げられる。

## 交通
宇治橋前まで
- JR参宮線・近鉄山田線伊勢市駅南口（JR側）または近鉄山田線・鳥羽線宇治山田駅より三重交通バスに15分ほど乗車、終点「内宮前」下車[18]。近鉄鳥羽線五十鈴川駅からも三重交通バスで内宮前へ行くことが可能である。
- 伊勢自動車道伊勢西ICより三重県道32号伊勢磯部線（御木本道路）を南へ約5分または伊勢ICより国道23号を南へ約5分、付近に駐車場あり[18]。

宇治橋前から
- 宇治橋前ロータリー、内宮前駐車場を横切り、徒歩約4分（約200m）[4]。